# Blizna (rzeka)
Blizna – rzeka, lewostronny dopływ Rospudy o długości 15,78 km. Płynie na Suwalszczyźnie, wypływa z jeziora Blizno, do Rospudy wpada powyżej Augustowa. 

Przez mniej więcej połowę swego biegu płynie przez lasy Puszczy Augustowskiej, a drugą połowę przez wieś Strękowizna i podmokłe łąki. Zamieszkana przez liczną rzadką florę i faunę, między innymi stanowi ostoję licznych żeremi bobrów.
Uchodzi za jedną z bardziej uciążliwych rzek dla kajakarzy (liczne zwalone drzewa i niski stan wody), wykorzystywana w ramach tzw. dużej pętli spływów Czarną Hańczą.